# Goera yamamotoi
Goera yamamotoi là một loài trong họ Goeridae. Chúng phân bố ở miền Cổ bắc.